# Alpinia suriana
Alpinia suriana är en enhjärtbladig växtart som beskrevs av Chong Keat Lim. Alpinia suriana ingår i släktet Alpinia och familjen Zingiberaceae. Inga underarter finns listade i Catalogue of Life.